# Đại Thành, Lang Phường
Đại Thành (chữ Hán giản thể: 大城县) là một huyện thuộc địa cấp thị Lang Phường, tỉnh Hà Bắc, Cộng hòa Nhân dân Trung Hoa. Huyện này có diện tích 910 ki-lô-mét vuông, dân số 450.000 người. Mã số bưu chính là 065900. Huyện lỵ đóng tại trấn Bình Thư. Về mặt hành chính, huyện Đại Thành được chia thành 7 trấn, 3 hương.
- Trấn: Bình Thư, Vượng Thôn, Nam Triệu Phù, Đại Thưởng Đồn, Các Trang, Quyền Thôn, Lý Đán.
- Hương: Bắc Ngụy, Đại Quảng An, Tang Đồn.